# أرسولي
أرسولي هي بلدة تقع في العاصمة روما في إيطاليا .

## السكان
في سنة 1871 بلغ عدد السكان 1٬841 نسمة، وتطور العدد ليصل في سنة 2011 لـ 1٬647 نسمة.
يظهر هذا المخطط البياني تطور النمو السكاني لـ أرسولي

## توأمة
لأرسولي اتفاقيات توأمة مع:
- موستار